# 창밀로
창밀로(Changmil-ro)는 대한민국 경상남도 창녕군 창녕읍 송현리 송현사거리와 밀양시 내이동 신천오거리를 잇는 경상남도의 도로이다. 

## 주요 경유지
경상남도
- 창녕군 (창녕읍 · 고암면) - 밀양시 (청도면 · 무안면 · 부북면 · 내이동)

## 노선
| 이름                   | 접속 노선                       | 소재지                           | 소재지                         | 비고 |
| ---------------------- | ------------------------------- | -------------------------------- | ------------------------------ | ---- |
| 송현사거리             | 국도 제20호선 (영덕로) 화왕산로 | 창녕군                           | 창녕읍                         |      |
| 곰터고개               |                                 | 창녕군                           | 창녕읍                         |      |
| 우천교                 |                                 | 창녕군                           | 고암면                         |      |
| (이름 없음)            | 억만미산로                      | 창녕군                           | 고암면                         |      |
| 고암사거리             | 고암성산대로                    | 창녕군                           | 고암면                         |      |
| 천왕재                 |                                 | 창녕군                           | 고암면                         |      |
|                        | 밀양시                          | 청도면                           |                                |      |
| 구기교차로 (두기육교)  | 밀양시                          | 청도면                           | 청도로 소태길 소태1길          |      |
| 두곡교                 | 밀양시                          | 청도면                           |                                |      |
| 구기2교                | 밀양시                          | 청도면                           |                                |      |
| 구기육교               | 밀양시                          | 청도면                           |                                |      |
| 청도사거리             | 밀양시                          | 청도면                           | 청도로                         |      |
| 인산교                 | 밀양시                          | 청도면                           |                                |      |
| 오연교                 | 밀양시                          | 청도면                           |                                |      |
|                        | 밀양시                          | 무안면                           |                                |      |
| (이름 없음)            | 밀양시                          | 국가지원지방도 제30호선 (요고길) | 국가지원지방도 제30호선과 중복 |      |
| 동산삼거리             | 밀양시                          | 국가지원지방도 제30호선 (사명로) | 국가지원지방도 제30호선과 중복 |      |
| 앞고개                 | 밀양시                          |                                  |                                |      |
|                        | 밀양시                          | 부북면                           |                                |      |
| 계산교                 | 밀양시                          |                                  |                                |      |
| 청운교                 | 밀양시                          |                                  |                                |      |
| 춘화사거리             | 밀양시                          | 위양로                           |                                |      |
| (이름 없음) (춘화육교) | 밀양시                          | 춘기3길                          |                                |      |
| 운전교차로             | 밀양시                          | 사포로                           |                                |      |
| 신촌오거리             | 밀양시                          | 밀양대로 중앙로                  | 내이동                         |      |

## 주요 건물 및 시설
- S-OIL 만물주유소 (창밀로 155/도야리 364-3)
- 창녕공업고등학교 (창밀로 286/우천리 870-1)
- HD현대오일뱅크 고암주유소 (창밀로 366/우천리 974-1)
- 농협 창녕농협 하나로마트 고암점 (창밀로 384/우천리 976-2)
- 창녕고암우체국 (창밀로 386/우천리 1000-1)
- 고암치안센터 (창밀로 388/우천리 1001-2)
- CU 밀양청도점 (창밀로 2279/인산리 168-8)
- SK에너지 인산주유소 (창밀로 2281/인산리 168-1)
- GS칼텍스 동산주유소 (창밀로 2407/동산리 981-2)
- HD현대오일뱅크 가산주유소 (창밀로 3055/가산리 194-1)
- 가산보건진료소 (창밀로 3078/가산리 50-1)
- 농협 부북농협주유소 (창밀로 3509/내이동 192-1)
- 농협 밀양농협 신촌지점 (창밀로 3548/내이동 348-3)